# Interprétations mythologiques ou religieuses des éclipses
 (mai 2023).
Si vous disposez d'ouvrages ou d'articles de référence ou si vous connaissez des sites web de qualité traitant du thème abordé ici, merci de compléter l'article en donnant les références utiles à sa vérifiabilité et en les liant à la section « Notes et références ».
Les diverses civilisations ont interprété et expliqué les éclipses de soleil et de lune à travers leurs mythologies respectives.
Le Soleil a toujours fasciné les différentes civilisations au cours des millénaires. Souvent les Hommes lui ont voué un culte sans relâche. Les éclipses effrayaient les civilisations antiques, les gens avaient peur de ce phénomène, peur que le soleil disparaisse à tout jamais. Mais parfois aussi, les éclipses étaient synonymes de fêtes et de cérémonies fastueuses. Enfin durant des luttes historiques, une éclipse changea le cours de la bataille comme lors de la prise de Constantinople par les Turcs en 1453.
Mais au-delà de ces explications religieuses, mythologiques ou symboliques, les éclipses ont aussi été à l’origine de nombreuses interprétations scientifiques. Ce phénomène céleste a divisé les érudits pendant des siècles mais de fins observateurs du ciel comme Aristote ou Hipparque, puis de grands savants comme Einstein ont su donner au monde une explication rationnelle et scientifique des éclipses.
Aujourd’hui, une éclipse, qu’elle soit de Lune ou de Soleil, suscite la passion des foules comme ce fut le cas lors de l’éclipse totale de Soleil du 11 août 1999. Certains admirateurs des astres vont même jusqu’à « chasser » les éclipses tout autour du monde.

## Le mystère deStonehenge
Avant qu’ils ne maîtrisent le feu, les hommes préhistoriques accordaient une importance capitale a leur seule source de lumière : le Soleil. Alors, on peut imaginer à quel point les éclipses pouvaient être impressionnantes et même prendre des tournures dramatiques : on pouvait parfois assister à de vraies scènes de terreur. Il a fallu qu’elles se répètent sans avoir de conséquences, pour les convaincre qu’elles n’avaient aucune suite funeste. Dans ce contexte les phénomènes célestes, sans aucun doute, constituèrent pour les hommes préhistoriques des expériences d’une puissance inouïe qui contribuèrent à forger peu à peu leurs religions et mythologies.

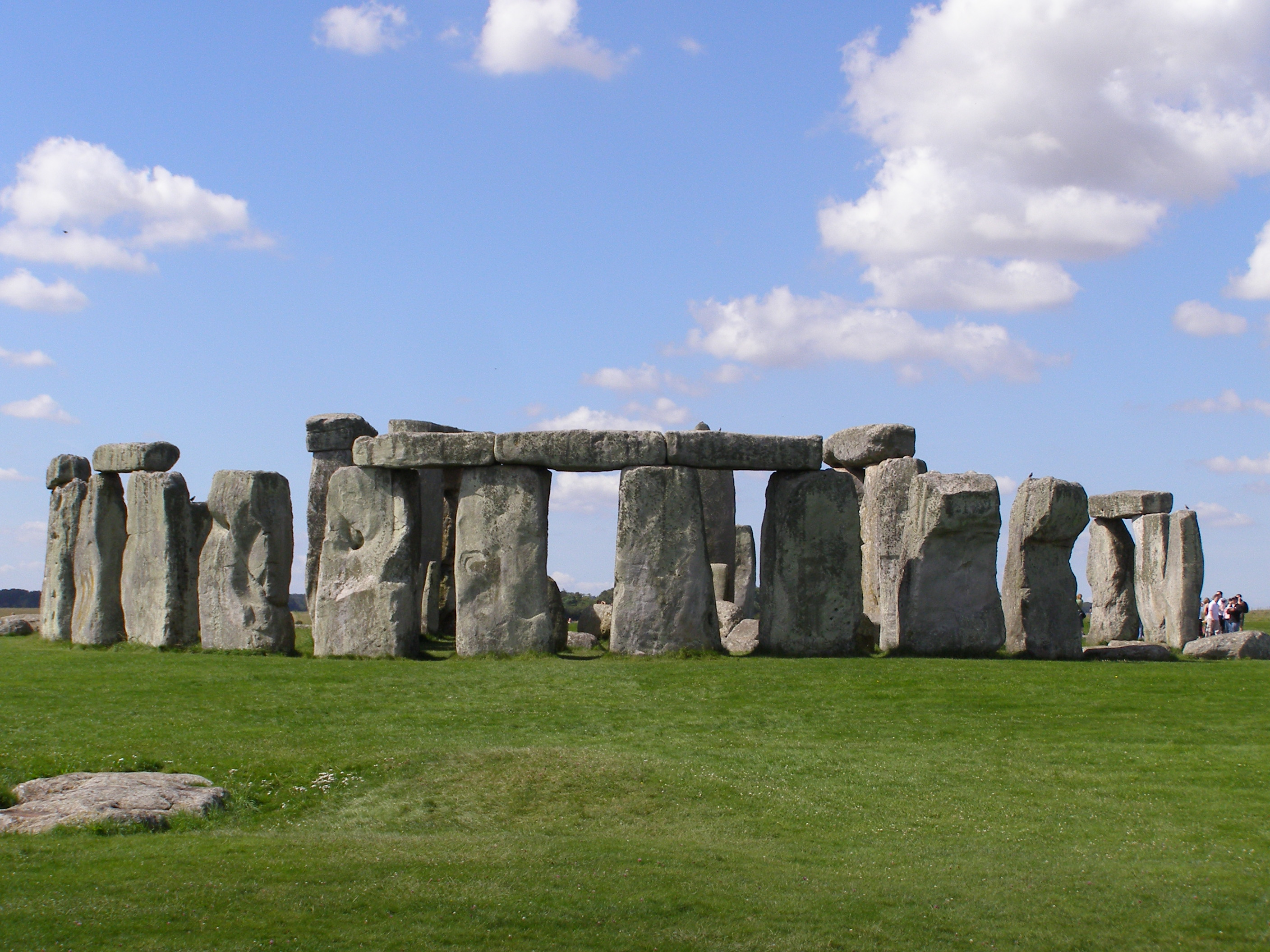
Stonehenge

On associe généralement l’âge de pierre à un stade très primitif de l’humanité. Mais des vestiges comme Stonehenge, avec les techniques de l’époque, restent assez mystérieux tant par leur architecture que par leurs possibles utilisations en astronomie. En effet dans les années soixante certains scientifiques comme Gérald Hawkins, Alexander Thom, Fred Hoyle… ont pensé que Stonehenge était un observatoire astronomique, une gigantesque calculatrice capable de prévoir les éclipses. Hawkins a imaginé un système qui permet effectivement de calculer les « périodes à risques » où peuvent se produire des éclipses de Lune ou de Soleil au moment des solstices et des équinoxes, et même de prévoir tous les mouvements de la Lune plusieurs siècles à l’avance. Hoyle de son côté, qui est l’un des astronomes les plus fameux au monde, a déclaré que, pour avoir conçu Stonehenge pour un tel usage astronomique il avait fallu un « Newton de la préhistoire ».
On peut en effet rester admiratif ou perplexe face à ce merveilleux cromlech et toutes les possibilités d’observations qu’il révèle.

## Égypte: La lutte du Soleil et du serpent
La civilisation égyptienne a, pendant plusieurs millénaires, maintenu un système politico-religieux où l'astronomie avait un rôle important. Nous avons aujourd'hui des témoignages de l'intérêt des égyptiens pour le ciel dans les alignements remarquables que l’on peut noter dans plusieurs temples comme,Karnak ou Abou Simbel ainsi que dans les pyramides de Khéops et de Gizeh dont l'orientation a été conçue en fonction de considérations mystico-astronomiques.
La mythologie populaire parle d’un serpent qui attaque le Dieu-soleil. Ce monstre est présenté en Égypte antique sous la forme du serpent Apophis ennemi juré de Rê (le serpent sur l’illustration ci-contre). Apophis est toujours représenté comme l'incarnation du chaos vers lequel tend l'univers. Disposant d'une puissance redoutable, le serpent tente de faire chavirer « la barque solaire » qui traverse le ciel, amenant ainsi la fin du temps et de l'espace. La lutte est sans merci entre Thot et Apophis, parfois c'est Seth (le frère et futur meurtrier d'Osiris), représentant l'agressivité solaire, qui repousse le serpent.

## Monde Indien et Asie du Sud-Est

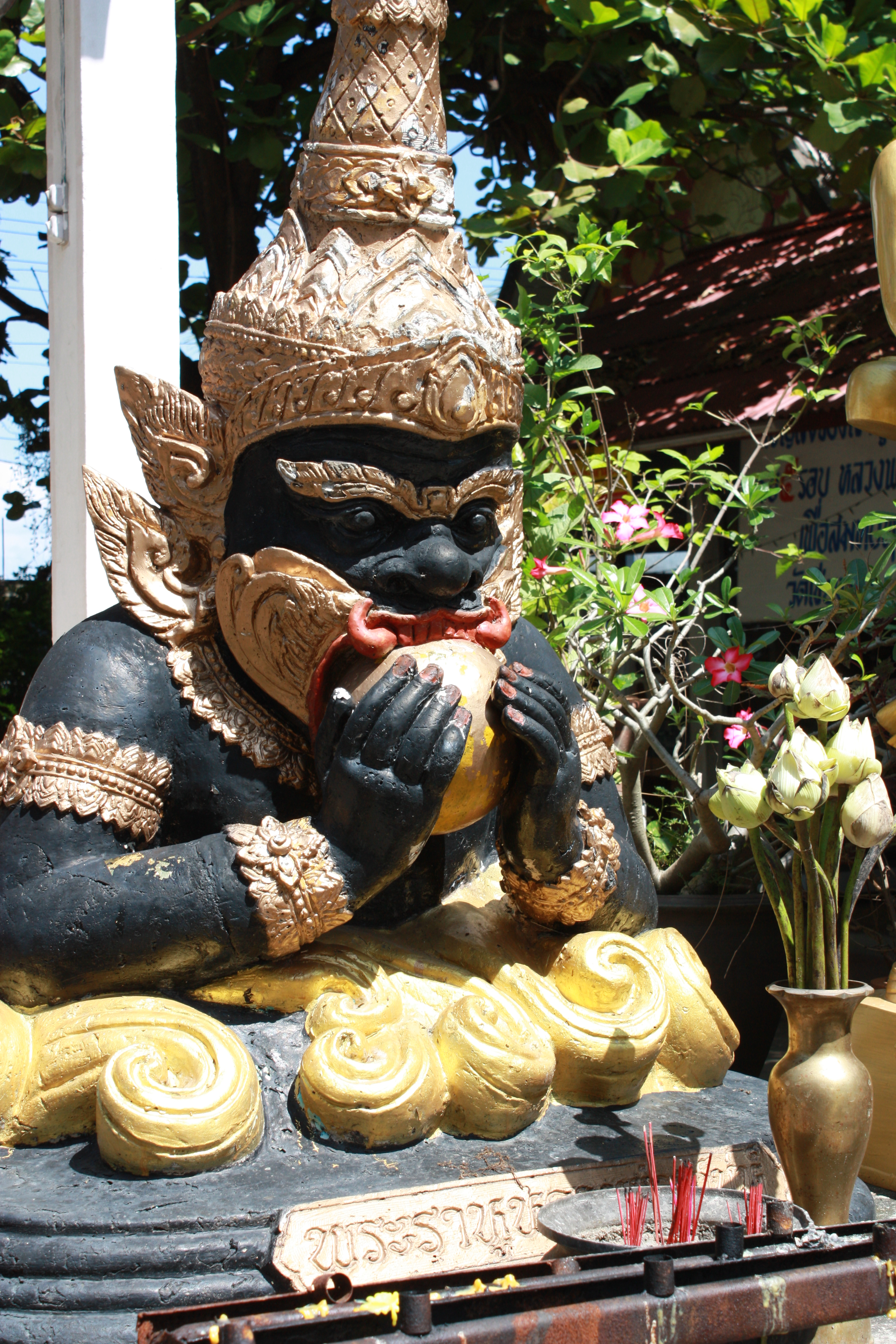
Statue de Râhu à Chiang Mai, en Thaïlande.

Le mythe indien d’Amrita, l’élixir d’immortalité.
Selon la légende, les puissances maléfiques incarnées par les asuras (démons ou anti-dieux) menaçaient de submerger les forces du bien représentées par les dévas (dieux).
En ce temps-là, dévas et asuras, qui se livraient une guerre sans merci depuis des milliers d’années, étaient mortels comme les humains. Il existait un élixir capable d’offrir l’immortalité à qui le boirait : l’Amrita. Cette boisson fut créée par Narayana (ou Vishnu) à la demande d'Indra, le roi des dieux. « Le préservateur » (ainsi était nommé Narayana) souhaitait que les dévas (les dieux) triomphent définitivement des asuras (les démons).
Mais les asuras s’emparèrent de ce breuvage lors d’une réunion entre dieux et anti-dieux. Les dévas désemparés demandèrent de nouveau de l’aide à Narayana. Ce dernier se transforma alors en Mohini, une déesse d’une beauté extraordinaire. En jouant de son charme, elle réussit à récupérer la coupe contenant le nectar d’immortalité. Elle déclara vouloir procéder à la distribution de l’élixir entre les dieux et les anti-dieux, son intention était bien évidemment d’en priver les asuras. Pour cela elle fit disposer les deux camps en deux colonnes distinctes. Mais Rahû, un asura qui avait compris le stratagème, se glissa discrètement dans la colonne des dieux.
Alors que le démon s’apprêtait à boire l’Amrita, le dieu Soleil (Surya) et la déesse Lune (Chandra) le démasquèrent et avertirent Narayana qui trancha la tête de Rahû. Mais ce dernier avait réussi à boire quelques gouttes de nectar et sa tête, devenue immortelle, fut projetée dans l’espace.
Depuis Rahû n’a qu’une idée en tête, se venger en poursuivant la Lune et le Soleil pour les dévorer. Lorsqu’il y parvient à l’occasion des éclipses, il les avale mais sa tête étant séparée de son corps, il ne peut digérer les astres qui ressortent au bout de quelques minutes.
Le mythe explique donc pourquoi les éclipses se produisent régulièrement et pourquoi elles ne durent jamais longtemps, la lumière du bien finissant toujours par l’emporter sur les forces du mal qui l’assaillent.

## Les Chinois et les éclipses

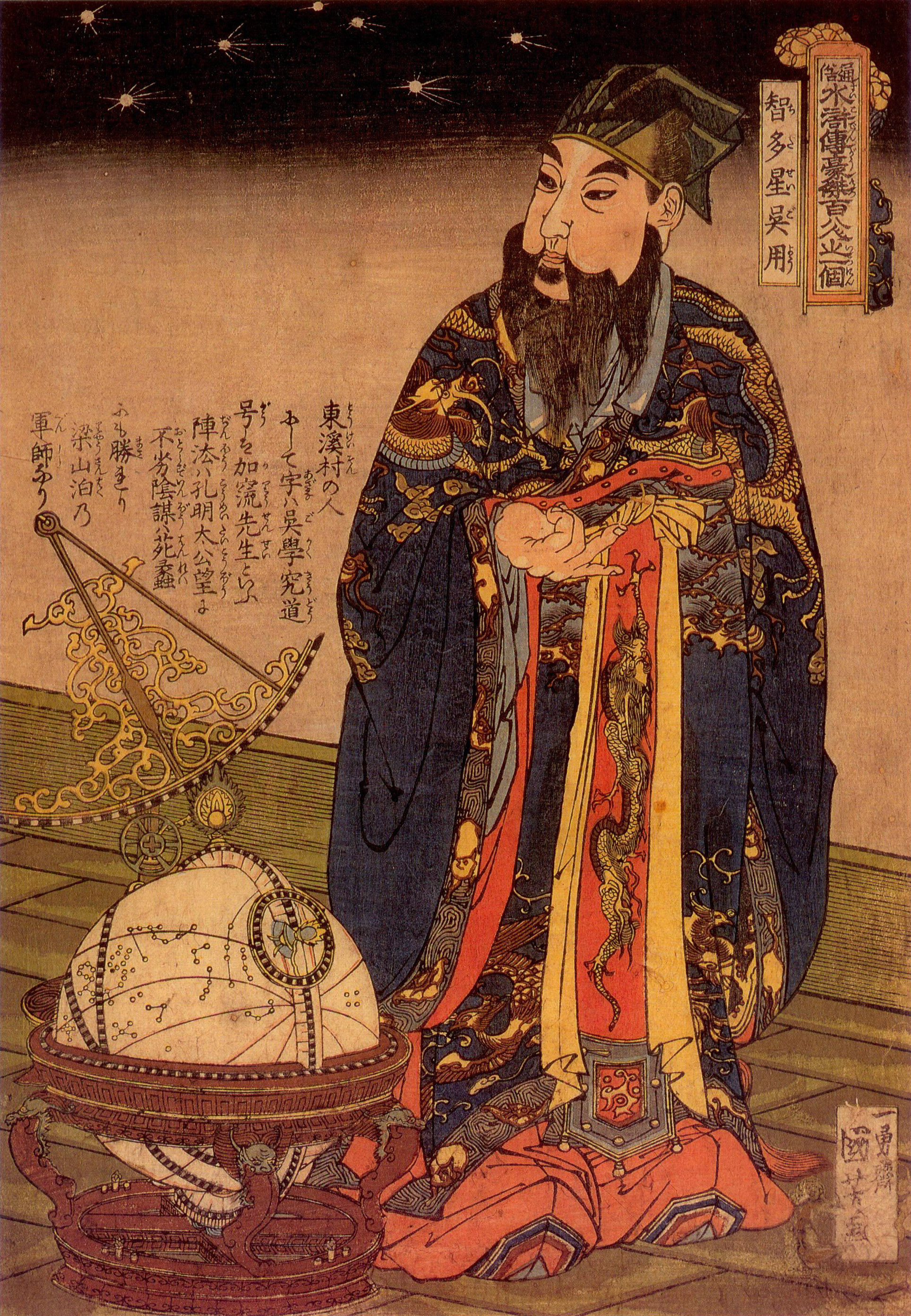
Astronome chinois du XVIIe siècle.

Dans la Chine antique l’empire chinois était perçu comme le centre de la Terre et l’empereur comme le fils des Cieux. Il était chargé par la divinité de maintenir l’harmonie entre la Terre et les Cieux, il devait, pour cela, suivre les prescriptions divines, accomplir les rituels appropriés et gouverner de façon adéquate. Les conduites inappropriées des humains (en particulier les souverains) provoquaient des désordres dans les cieux. Les éclipses, dans ce contexte, étaient perçues comme le résultat d’un mauvais gouvernement qui n’avait pas accompli correctement les cérémonies d’usages.

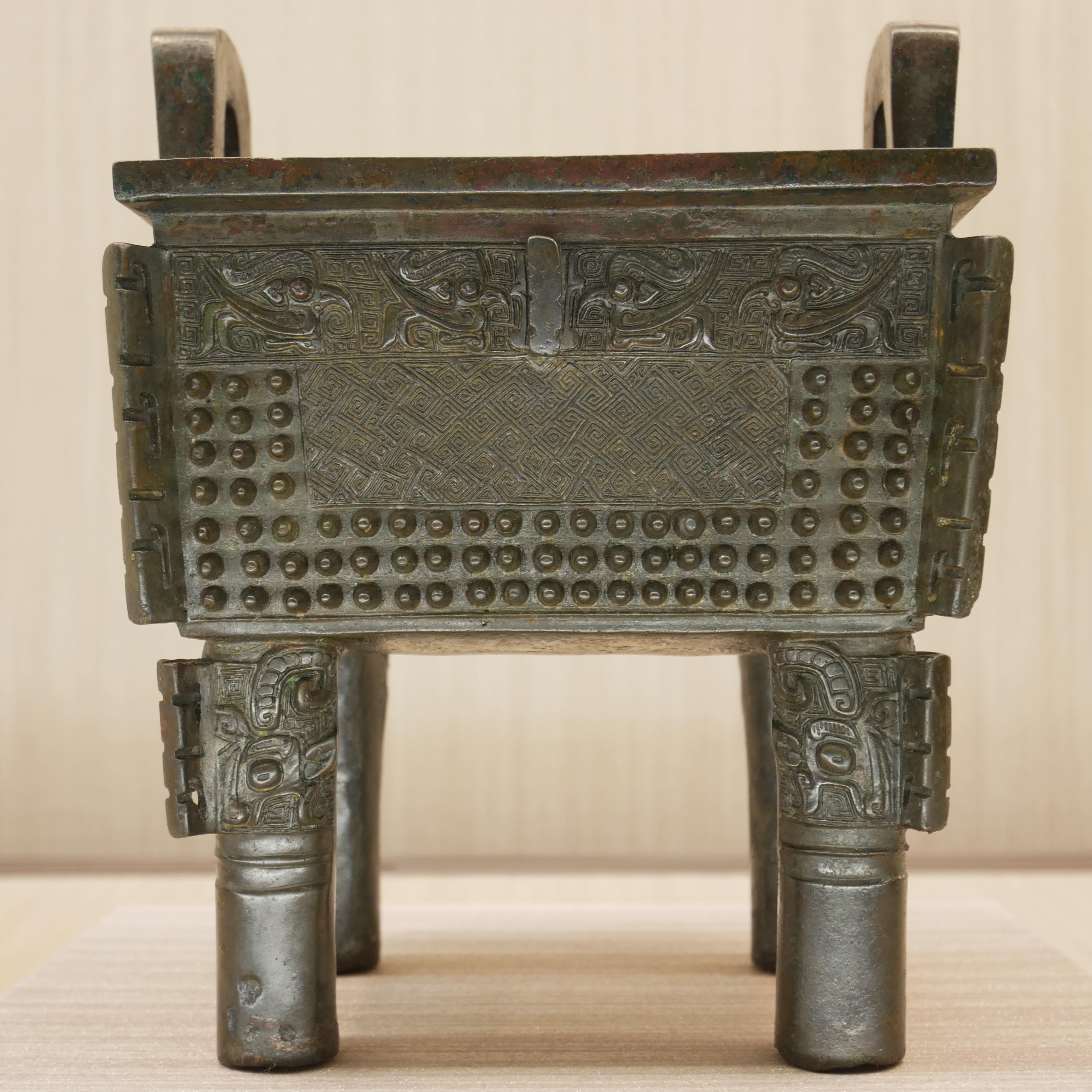
Vase tripode d'époque Shang décoré d'un masque de t'ao t'ie

L’éclipse est représentée par un monstre qui dévore le Soleil et la Lune (il possède en lui cette double nature lumineuse et obscure, illustré par la tête et la queue qui représentent les nœuds nord et sud de la Lune) ou encore représenté par une créature mythique appelée t’ao t’ie (= glouton), mi-bélier, mi-hibou (cette double nature représente l’aspect solaire (bélier) et l’aspect lunaire (hibou)). Alors pour éviter que le ciel se déchaine, l’empereur devait suivre plusieurs rites vieux de 4000 ans : l’empereur et ses dignitaires devaient jeûner. La nuit de l’éclipse venue, les mandarins s’armaient de leurs arcs ; l’empereur lui-même jouait du tambour tandis que les princes décochaient leurs flèches vers le ciel pour atteindre mortellement le monstre, qui, là-haut, « dévorait » la Lune ou le Soleil, et lui faire lâcher sa proie. Mais bizarrement en toute connaissance du phénomène des éclipses, ils continuaient à pratiquer cette tradition.

Symbole du ying et du yang.

D’après le taoïsme, philosophie visant à maintenir un ordre social harmonieux, toute manifestation du grand Tao (tout) est illustrée dans la polarité du yin et du yang. Par exemple la Lune et la nuit représentent le yin, alors que le jour et le Soleil représentent le yang. Mais yin et yang ne sont pas figés et se transforment constamment avec le jour et la nuit, mais aussi rarement avec les éclipses. Le yin devient le yang et vice versa, les deux principes se contiennent mutuellement grâce à cette potentialité pour chacun de générer l’autre (elle est illustrée par les petits cercles insérés dans la couleur opposée sur le symbole ci-contre).

## Les éclipses dans la mythologie américaine

### En Amazonie: les amours d’Etsa et Nantu
Chez les Indiens Jivaros, les éclipses sont à la base de la création de leur peuple. La légende raconte que lors d’une éclipse, le Créateur souffla de la boue sur son fils le Soleil, Etsa. La boue se transforma en femme, la Lune nommée Nantu se créa. Etsa souhaita s’unir à Nantu mais cette dernière refusa et s’enfuit dans le ciel.
Etsa, fou de rage traqua la Lune et finit par la retrouver. Une violente dispute éclata alors entre les deux astres. Le Soleil (Etsa) frappa la Lune (Nantu), ce qui provoqua une éclipse de Lune. Mais cette dernière riposta et ce fut au tour du soleil de s’éclipser.
Finalement, Etsa prit le dessus sur Nantu, les deux corps célestes se marièrent, cette union donna naissance à un fils qui sera l’ancêtre des Jivaros. Mais la querelle amoureuse entre Etsa et Nantu se reproduit périodiquement produisant ainsi des éclipses.

### Chez les Incas: la chute de la Lune et le Puma céleste
Les Incas vouent un véritable culte au Soleil, leurs temples lui sont dédiés, leurs prières lui sont adressées. Les éclipses étaient la source d'une profonde terreur. 
Selon la culture populaire, les éclipses de Lune ont lieu lorsque cet astre, plongé dans un sommeil trop profond, sort de son chemin habituel et risque de tomber, de se perdre ou d’être mangé par un monstre affamé. Pour éviter une telle catastrophe, les Incas font le plus de vacarme possible en battant les chiens, les enfants, les casseroles, les tambours, afin de réveiller la Lune.
Lors d’une éclipse de Soleil, Inti, Dieu du Soleil et fils de Viracocha, serait dévoré par un monstre céleste : un Puma. Ce félin n’est pas n’importe quel animal, il a toujours eu un statut particulier dans la zone des Andes : il représente les êtres surnaturels de par sa force et son courage. Dans les contrées les plus lointaines, on pensait que les orages étaient liés à sa colère, le Tonnerre étant associé à son rugissement, et les Eclairs à des reflets de ses yeux. Les pumas étaient vus comme les représentants des Dieux de la montagne. On voit donc qu’une éclipse de Soleil est pour les Incas une lutte entre le Ciel et la Terre. Lorsque ce phénomène céleste se produisait, les paysans des Andes faisaient là encore un maximum de bruit mais, cette fois, pour effrayer le félin.
Chez les Mayas, les éclipses de Soleil sont à peu près interprétées de la même façon mis à part que le « dévoreur » est nommé « Soleil noir » et qu’il est assimilé à un jaguar. Pour les éclipses de Lune, la différence est plus grande : il paraîtrait que ce serait le Soleil qui tenterait de dévorer la Lune. Cela provoquerait l’inquiétude des femmes enceintes qui craignaient que leurs enfants se transforment en souris…

## Les éclipses dans la mythologie africaine

### La vengeance de la Lune tachée
Dans la région du Zambèze, on raconte que la Lune, voulant à tout prix être le plus bel astre du Ciel, fut jalouse à l’idée que le Soleil, avec ses plumes d’or, pouvait être plus beau qu’elle. Elle décida donc de lui voler ses plumes d’or pendant la nuit, mais trois petites étoiles furent témoins de la scène et, au petit matin, allèrent prévenir le Soleil.
Ce dernier, très vexé, alla trouver la Lune et lui jeta une poignée de boue au visage avant de récupérer ses plumes. La Lune eut beau se laver et se frotter, elle ne put enlever les traces de boue et resta tachée pour toujours. Dix années plus tard, elle se vengea en jetant la boue de son visage sur le Soleil, qui mit deux heures pour s’essuyer complètement.
Depuis lors, la Lune continue de guetter le Soleil avec de la boue et arrive à le surprendre tous les dix ans environ. Les Africains de cette zone, inquiets, pensent à chaque fois que l’astre doré est perdu pour toujours mais, heureusement, à chaque fois il réapparaît.
Cette légende explique la durée d’une éclipse de Soleil ainsi que la périodicité de ce phénomène.

### Le Soleil et la Lune divorcent
Les Krachis du Togo racontent que le Soleil épousa la Lune et qu’ils donnèrent naissance à un grand nombre d’étoiles. Mais la Lune se lassa peu à peu de son mari et prit un amant. Le Soleil en fut gravement offensé et refusa de vivre plus longtemps sous le même toit que sa femme. Il partagea ses biens avec elle et garda une partie des enfants.
La Lune insatisfaite de cet arrangement, pénétra sur les terres de son mari provoquant ainsi une éclipse de Soleil. Les enfants qui étaient restés auprès du Soleil combattirent la Lune et ses étoiles. Mais la Lune ne supporta pas de voir ses enfants s’entre-déchirer. Elle envoya à toutes les étoiles un messager de paix qui agitait une étoffe multicolore, étoffe que l’on appelle aujourd’hui arc-en-ciel !

## Autres civilisations
Pour interpréter ce phénomène céleste, d’autres civilisations (arabo-islamique et gréco-latine) sont parties du caractère irrationnel des croyances religieuses pour avancer dans le domaine scientifique pur. C’est ainsi que les grands savants comme Thalès ou Al Hazen ont été à l’origine de la renommée scientifique et astronomique de ces civilisations.